# Voyage to Next
Voyage to Next (dt. Reise in die Zukunft) ist ein US-amerikanischer Zeichentrick-Kurzfilm von Faith Hubley und John Hubley aus dem Jahr 1974.

## Handlung
Mutter Erde wäscht sich. Im Strom vor ihr schwimmen quadratische Platten vorbei. Vater Zeit fragt, wer darauf zu sehen sei und Mutter Erde antwortet ihm, dass es Menschen seien. Diese unterstützten sich gegenseitig, teilen ihr Essen und denken an die Generationen, die nach ihnen kommen werden. Wenig später sind aus den Platten Schachteln geworden und das Gemeinschaftsdenken der Menschen ist verloren gegangen. Mutter Erde vermutet, dass sich die Menschen schützen wollten. Man sieht größere Schachteln, die aus kleineren Schachteln Menschen nehmen oder einzelne Schachteln mit einem Deckel schließen – die Dominierung der Starken über die Schwachen. Mutter Erde glaubt, dass die Menschen mehr Zeit brauchen, doch Vater Zeit glaubt eher an mehr Hirn und sieht die nächsten 20 Jahre voraus: Die Luft wird immer schwärzer, die Boxen immer größer – der Mensch werde sich selbst verdrängen.
Vater Zeit rekonstruiert, wie es so weit gekommen ist: Einst haben die Menschen alles geteilt. Irgendwann fing einer an, sein Essen vor den anderen zu verstecken – er wurde der König mit kleiner Burg und die, die sich mit ihm verstanden, wurden seine Mitstreiter. Der Rest war ausgeschlossen und hatte irgendwann nichts mehr. Als Marco Polo China bereiste und zurück nach Venedig kam, brachte er dem Dogen von Venedig mit dem Dynamit eine mächtige Waffe gegen die Feinde mit, die daraufhin „nationalisitic boxes“ um ihre Burgen erbauten, um sich zu schützen – die Schachteln entstanden. Vater Zeit und Mutter Erde wissen, dass die Menschen mehr aufeinander hören müssen. In einer Zukunftsvision kommen Hände aus den Boxen und ergreifen die Hände anderer Boxen. Vater Zeit will von Mutter Erde wissen, ob die Menschheit ihr Überleben schaffen werde. Mutter Erde glaubt, dass es möglich ist, da die Menschheit diese Wahl habe – Vater Zeit fragt sich, ob die Menschheit es rechtzeitig schafft.

## Produktion
Voyage to Next entstand im Auftrag des Institute of World Order und wurde erstmals 1974 aufgeführt. Michael Sporn, einer der Zeichner des Films, beschrieb im Nachhinein, wie schwierig die Fertigstellung des Films war: Nach einem Drittel der Arbeit ging das Geld aus, sodass weitere Teile des Films zum Teil improvisiert und in reduzierter Form fertiggestellt werden mussten. Regisseurin und Drehbuchautorin Faith Hubley wiederum war während der Arbeit am Film an Brustkrebs erkrankt und befand sich in Behandlung.
Die Filmmusik stammt von Dizzy Gillespie, der auch die Synchronisation von Vater Zeit übernahm. Die Saxofonmusik spielte Hans Koller ein.

## Synchronisation
| Rolle       | Originalsprecher  |
| ----------- | ----------------- |
| Vater Zeit  | Dizzy Gillespie   |
| Mutter Erde | Maureen Stapleton |

## Auszeichnungen
Voyage to Next wurde 1975 für einen Oscar in der Kategorie „Bester animierter Kurzfilm“ nominiert, konnte sich jedoch nicht gegen Closed Mondays durchsetzen.